# Backroniem
Een backroniem is een term met een interpretatie als acroniem waarvoor geldt dat die interpretatie pas na introductie van de term zelf is verzonnen. Een andere manier is dat het acroniem een van tevoren gekozen woord vormt, zoals de USA PATRIOT Act (uitgelegd als Uniting and Strengthening America by Providing Appropriate Tools Required to Intercept and Obstruct Terrorism) en het AMBER Alert (uitgelegd als America's Missing: Broadcast Emergency Response).
Het woord "backroniem" is een porte-manteau van back en acroniem, en ontstond in 1983 (in het Engels geschreven als bacronym).
Soms is het originele woord zelf reeds een acroniem. Het backroniem is dan een andere, nieuwe(re) betekenis van dezelfde letters. De nieuwe betekenis wordt gekozen omdat 
- die gemakkelijker te onthouden is,
of omdat
- de oorspronkelijke betekenis verouderd is,

terwijl het bestaande acroniem blijft hangen in het collectieve geheugen.

## Voorbeelden
- Acme – (Engels) A (of American) Company that Manufactures Everything. Wordt veel gebruikt in tekenfilms als fictieve naam voor een bedrijf. Eigenlijk afgeleid van het Griekse woord ἀκμή ("hoogtepunt").
- AGALEV – Anders Gaan Arbeiden, Leven En Vrijen. AGALEV betekende oorspronkelijk: 'Anders Gaan Leven', maar de partij moest volgens de regels van inschrijving een betekenis aan dit acroniem toekennen waarbij alle letters voor een afzonderlijk woord staan.
- BOB – Bewust Onbeschonken Bestuurder. Bob is niet als afkorting bedoeld, maar gewoon als naam. Bij de introductie van de campagne werd in de media gemeld dat het staat voor "Bewust Onbeschonken Bestuurder", waardoor veel mensen dit denken.
- BYD – Build Your Dreams. BYD is pinyin, een fonetische vertaalsleutel waarmee Mandarijn wordt omgezet in ons schrift, voor Biyadi, de naam van het overkoepelende bedrijf Yadi Electronics, dat weer is vernoemd naar Yadi Road in Dapeng New District, waar het allemaal begon. De Bi hebben ze ervoor gezet om hoger te komen in alfabetische opsommingen. Uitspreken doe je het gewoon op z’n Engels, ‘bie waai die’.
- Consi – het belangrijkste sigarettenmerk uit de Tweede Wereldoorlog. De naam was een verkorting van ConcentratieSigaretten. In de volksmond werd dit veranderd in Cigaretten Onder Nationaal-Socialistische Invloed.
- GHOR – oorspronkelijk: Geneeskundige Hulpverlening bij Ongevallen en Rampen, later: Geneeskundige Hulpverleningsorganisatie in de Regio.
- GOOD Music – Backroniem van: Getting Out Our Dreams
- HDS – oorspronkelijk: Handelsdagschool, later: Houdt Dapper Stand, Nederlandse hockeyclub te Den Haag, opgericht 1933.
- KORWiN – een Poolse politieke partij. De afkorting staat voor Koalicja Odnowy Rzeczypospolitej Wolność i Nadzieja ("Coalitie voor de Vernieuwing van de Republiek Vrijheid en Hoop"), maar is afgeleid van de naam van haar oprichter, Janusz Korwin-Mikke.
- MOAB – Massive Ordnance Air Blast, veelal weergegeven als "Mother Of All Bombs" wat een backroniem ervan is.
- NOVIB – oorspronkelijk: Nederlandse Organisatie voor Internationale Bijstand, later: Nederlandse Organisatie voor Internationale Betrekkingen.
- NTSC voor National Television Standards Committee maar ook wel als Never The Same Color uitgelegd, vanwege de tekortkomingen in de kleurweergave van het systeem.
- ROSSEM – Radicale Omvormers en Sociale Strijders voor een Eerlijker Maatschappij, politieke partij opgericht door Jean-Pierre Van Rossem.
- De Stoomvaart-Maatschappij Nederland (SMN) had als motto Semper Mare Navigandum (de zee moet steeds bevaren worden).
- SOS – Save Our Souls/Save Our Ships – oorspronkelijk werd deze code gebruikt omdat de bijbehorende morsecode gemakkelijk te onthouden is: ...---...
- SOVON – oorspronkelijk: Stichting Ornithologisch Veldonderzoek Nederland; later Samenwerkende Organisaties VogelOnderzoek Nederland.
- VAL – Véhicule Automatique Léger – oorspronkelijk: Villeneuve d'Ascq - Lille.
- WADI - Water Afvoer Drainage Infiltratie; wadi is een meestal droog rivierdal

## Andere taal
Soms wordt de verklaring van een afkorting in een andere taal gegeven, waarbij de woorden (toevallig) in de andere taal dezelfde beginletters hebben. Ook dit is dan een backroniem.
- RIP, eigenlijk requiescat in pace, maar ook rest in peace
- PVP, eigenlijk precio para venta al público, maar ook prijs voor verkoop aan het publiek
- FAQ, eigenlijk frequently asked questions, maar ook frequent aangekaarte questies[2]

Het is duidelijk dat in het laatste geval opzettelijk gezocht is naar geschikte woorden.

## Twijfelachtige voorbeelden
De volgende voorbeelden zijn geen acroniemen, omdat ze niet als woord worden uitgesproken.
Wel zijn het afkortingen die achteraf een nieuwe interpretatie als afkorting hebben gekregen. Voor dit algemenere begrip lijkt geen algemene term te bestaan; vandaar dat ze hier worden opgenomen.
- AGOVV – Alleen Gezamenlijk Oefenen Voert Verder – oorspronkelijk: Apeldoornse Geheel Onthouders Voetbal Vereniging
- BNN – Bart's Neverending Network – oorspronkelijk (1994): Bart's News Network, later (1998-2001): Brutaal News Network
- CAN - aanvankelijk Club van Actieve Niet-rokers, later Clean Air Now, thans Clean Air Nederland
- DB – Die Bahn – officieel: Deutsche Bahn, tot 1994 de West-Duitse voorloper Deutsche Bundesbahn
- DPD – in Duitsland: Deutscher Paketdienst, in andere landen: Dynamic Parcel Distribution
- GSM – oorspronkelijk Groupe Spécial Mobile (onderdeel van toen nog de CCITT), later: Global System for Mobile communications
- ICE – Intercity Express – oorspronkelijk: Intercity Experimental; ook hier dekte de oude betekenis de lading niet meer
- KLM Kleding – dit Twentse bedrijf leverde aan de KLM en kreeg in 1936 toestemming de naam KLM te voeren. Later werd de afkorting uitgelegd als: Kan Langer Mee.
- LDD – oorspronkelijk: Lijst Dedecker, later: Libertair, Direct, Democratisch
- Ministerie van LNV – oorspronkelijk Landbouw, Natuurbeheer en Visserij; in 2003 werd voor de laatste 7 jaar van het bestaan van het ministerie de naam met behoud van de afkorting veranderd in Landbouw, Natuur en Voedselkwaliteit
- NCPN – Nieuwe Communistische Partij-NCPN – oorspronkelijk: Nieuwe Communistische Partij Nederland, veranderd wegens patentmoeilijkheden[bron?]
- PHP – PHP: Hypertext Preprocessor – oorspronkelijk: Personal Home Page
- PRDV, Partij voor Rechtvaardigheid, Daadkracht en Vooruitgang, en tegelijk de initialen van oprichter Peter R. de Vries

## Reclame
Soms worden backroniemen gebruikt in reclame-uitingen. Een voorbeeld is een slogan van LG: Life's Good. Oorspronkelijk stond LG voor Lucky Goldstar.